# Ataque a la Escuela Estatal Thomazia Montoro
El ataque a la Escuela Estatal Thomazia Montoro ocurrió el 27 de marzo de 2023, en São Paulo. El agresor, que era un alumno de la escuela de 13 años, apuñaló a cuatro profesores y a otro alumno, lo que provocó la muerte de la profesora Elisabete Tenreiro, de 71 años, por un paro cardíaco.

## Caso
En la mañana del 27 de marzo de 2023, un alumno de la Escuela Estatal Thomazia Montoro, en Vila Sônia, Zona Oeste de São Paulo, que cursaba el octavo grado y tenía trece años, apuñaló a cuatro profesores y a otro alumno. El agresor fue posteriormente desarmado por docentes, aprehendido por carabineros y trasladado a la 34 DP, donde se registró el caso. Una de las docentes, Elisabete Tenreiro, de 71 años, sufrió un paro cardíaco y falleció en el Hospital Universitario de la USP. Su cuerpo fue enterrado en el Cementerio de Araçá al día siguiente. Las otras víctimas tenían heridas leves.

### Investigación
La coordinadora de comunicación de la Fundação Casa informó que el día 28 el menor pasará por una audiencia en el Juzgado de la Niñez y la Adolescencia. El día 28 se acogió la solicitud del Ministerio Público de internar provisionalmente al agresor en una dependencia de la Fundación CASA. El tribunal también autorizó la violación de la confidencialidad del teléfono celular, el disco duro externo y la Xbox del adolescente.

## Reacciones
El vicepresidente Geraldo Alckmin declaró en las redes sociales: "Envío mis sentimientos y oraciones a la familia de la maestra Elisabete Tenreiro, a los heridos y a toda la comunidad de la Escuela Estatal Thomazia Montoro, en São Paulo, golpeada por un lamentable incidente. " El gobernador de São Paulo, Tarcísio de Freitas, se lamentó: "No tengo palabras para expresar mi tristeza", y dijo que estaba estudiando para colocar policías en las escuelas de forma permanente. El gobierno declaró tres días de luto por la muerte del maestro. El alcalde de São Paulo, Ricardo Nudes, también se lamentó: “Una tragedia que nos deja sin palabras”. La ministra de Igualdad Racial, Anielle Franco, se solidarizó con las familias y dijo que trabajaría por la seguridad en las escuelas: “Vamos a trabajar para que las escuelas sean lugares seguros para los niños, jóvenes y toda la comunidad escolar”.
La escuela estuvo cerrada hasta el 10 de abril.